# The Derelict (film 1914)
The Derelict è un cortometraggio muto del 1914 diretto da George Melford.

## Produzione
Il film fu prodotto dalla Kalem Company.

## Distribuzione
Distribuito dalla General Film Company, il film - un cortometraggio in due bobine - uscì nelle sale cinematografiche statunitensi il 30 dicembre 1914.